# Communication-mix
Il Communication mix è l'insieme degli elementi che compongono il piano di comunicazione di un'idea di marketing: aree, forme, mezzi e veicoli della comunicazione.
Il Communication mix è un gruppo di servizi che si raggruppano in quattro categorie:
1. pubbliche relazioni;
2. pubblicità;
3. promozione delle vendite;
4. attività persuasiva dei venditori;
5. Marketing diretto;
6. Atri (packaging, punto vendita, fiere).

## Imbuto promozionale
L'imbuto promozionale è uno strumento che consente di mostrare le caratteristiche dei principali mezzi di comunicazione.
Ha inoltre lo scopo di favorire le vendite, attraverso modalità e velocità differenti da mezzo a mezzo.
Esso evidenzia come l'investimento di risorse sia destinato alla comunicazione, in particolare lo sviluppo delle vendite,si svolge grazie alle attività che si differenziano per modalità d'impiego.
La forma ad imbuto è utile per sottolineare le attività che si trovano all'inizio dell'imbuto, come le pubbliche relazioni, fino ad arrivare alla parte terminale dell'imbuto dove si ha l'azione dei venditori diretti.

## Promozione delle vendite
La promozione delle vendite è costituita da tutte le iniziative che servono a migliorare la performance di chi comunica. 
Essa ha quindi lo scopo di modificare i comportamenti dei suoi uditori di riferimento con l'offerta di vantaggi concreti.
La promozione delle vendite si attua attraverso tre modalità:
1. sconti, regali,ecc;
2. raccolte punti, gare tra uditori;
3. concorsi ed estrazioni.

Durante la promozione delle vendite, la pubblicità si riveste di una forte carica persuasiva poiché promette al consumatore speciali condizioni d'acquisto e benefici futuri.

## Vendita mediante personale
La vendita mediante personale si effettua con la comunicazione diretta e verbale; viene compiuta da persone che lavorano all'interno di un'impresa che cercano di coinvolgere la maggior parte dei compratori.
Il personale effettua ricerche di mercato, raccoglie le informazioni aggiuntive del consumatore e fornisce assistenza per l'uso dei prodotti, in particolare per quelli ad alto contenuto tecnologico.
La vendita attraverso il personale si distingue in vendita di consumo (retail selling) e in vendita ad imprese-clienti (industrial selling).
Durante questa attività il venditore deve essere preparato nel conoscere i prodotti/servizi che offre al consumatore e inoltre i prezzi e le condizioni di credito praticate.

## Attività persuasiva dei venditori
La pubblicità dei prodotti commercializzati rappresenta un importante canale di persuasione sempre più diffuso.
Nella nostra società post-moderna, infatti la pubblicità è presente ovunque: programmi televisivi, radio, giornali, cassetta delle lettere, video messaggi, cinema, ecc.
L'attività persuasiva dei venditori quindi, ha l'obiettivo di comunicare idee e informazioni ma soprattutto suscitare emozioni accattivanti nei confronti dei consumatori.
L'impresa deve fare comunicazione two-way perché il consumatore moderno è più esigente nel consumo di merci e servizi.
L'impresa deve inoltre interagire con il consumatore allo scopo di conoscere e soddisfare i suoi bisogni.
Il virtuale deve essere più sensibile delle aziende ai desideri e alle richieste degli utenti facendo del rapporto 'screen to face' un mezzo di comunicazione più agile e immediato di quello di faccia a faccia basato su aspetti-temporali da cui non è possibile prescindere.

## Il ruolo della pubblicità nella Communication-mix
Per poter capire come sono strutturate e come operano le relazioni pubbliche è opportuno ricordare i quattro modelli che sono:
1. Il press agentry-publicity è una comunicazione asimmetrica che ha come obiettivo attirare l'attenzione dei media su un soggetto o su un'organizzazione e ci permette di promuovere l'immagine del suo cliente.

Il fondatore di riferimento a questo modello è Phineas T.Barnum.
1. Il public information è una comunicazione a una via in cui un professionista di RP fornisce informazioni senza preoccuparsi di avere un riscontro. Se le notizie sono dannose per l'azienda, in qualche modo bisogna intervenire sugli errori.

L'artefice di questo modello è Ivy L. Lee.
1. Il two-way asymmetric è un modello asimmetrico in cui il pubblico viene ascoltato attraverso sondaggi.

L'autore di questo modello è Edward L. Barnays.
1. Il two-way symmetric è una reale iterazione tra l'organizzazione e il suo pubblico e si ha la figura del professionista di RP che fa da mediatore.

Il personaggio di riferimento è Grunig.
Questi modelli identificano in particolare il percorso che ha caratterizzato le relazioni pubbliche come strumento del marketing mix.
L'impresa deve relazionarsi con il suo pubblico in modo più possibile dialettico.
Le attività delle relazioni pubbliche si suddividono in due macroaree:
1. Comunicazione istituzionale
2. Comunicazione di prodotto

## La comunicazione interna
La comunicazione interna di un'impresa è l'insieme di uomini, macchine e metodi organizzativi per svolgere un insieme specifico di funzioni.
Oggi la comunicazione interna si fa strumento di diffusione non più e non solo di informazioni di tipo tecnico/normativo che vengono distribuite tra i dipendenti da una struttura di tipo gerarchico.
Negli anni Settanta in Italia la comunicazione interna è ritenuta un'appendice della gestione del personale che è un importante strumento della comunicazione aziendale.
L'oggetto della comunicazione interna segue al suo interno la logica dei valori, delle norme, delle competenze e delle professionalità e garantisce la continuità del processo di apprendimento, professionale e culturale.
Le persone che entrano nell'azienda vogliono contribuire alla sua crescita senza rinunciare alla loro parte emotivo/relazionale, desiderano lavorare in un ambiente che sia stimolante e che li rende partecipi di quanto accade intorno a loro.
In questo senso la comunicazione diretta o interpersonale ha un vantaggio in più rispetto a quella indiretta supportata da mezzi diversi da quelli del singolo individuo (benché sempre tarati sulle caratteristiche del pubblico cui sono diretti), in quanto possiamo contare sul riscontro dell'interlocutore e immediatamente verificare l'entusiasmo o, viceversa il disagio, il disaccordo, riguardo ad alcuni aspetti dell'attività nell'azienda in cui opera.
Tra gli strumenti più comuni possiamo ricordare per esempio le riunioni in cui l'aspetto relazionale è rilevante, per stabilire un reale contatto con il proprio interlocutore, coinvolgendolo in un processo di influenzamento reciproco.
Le riunioni possono essere rivolte a un pubblico di livello medesimo e, in tal caso, si partecipa alle decisioni e ci si consulta scambievolmente.
Vi sono però anche i corsi di formazione, i colloqui capi-lavoratori, le assemblee aziendali, le conferenze e videoconferenze, i gruppi di discussione. Tra gli strumenti della comunicazione indiretta abbiamo in particolare l'house organ che è la pubblicazione periodica, l'organo di informazione aziendale, identificata da un titolo stabile e pubblicata dall'azienda a intervalli regolari.
Può essere rivolto sia ad un pubblico esterno (clienti e influenzatori) sia al pubblico interno (dipendenti, collaboratori, azionisti).
Altri strumenti di comunicazione indiretta sono la rassegna stampa, l'e-mail, gli opuscoli, i manuali interni, il verbale di riunione e così via.
Vi sono poi i mezzi che prevedono un coinvolgimento emotivo più forte e che contano sulla partecipazione degli individui a eventi che vogliono rafforzare il senso di appartenenza che sono:
1. Family day: è un evento nel corso del quale l'azienda apre le proprie <porte> ai familiari dei dipendenti in modo che concretamente vedano l'ambiente in cui lavorano i propri congiunti;
2. Convegni: è un evento organizzato fuori come sede, con preferenza per luoghi ameni, non banali, sovente esotici.

Per poter evidenziare la complessità e la ricchezza della comunicazione vale la pena richiamare alla mente la classificazione proposta da Invernizzi, secondo cui si hanno quattro tipi di comunicazione:
1. Funzionale: consiste nella trasmissione di informazioni di tipo operativo che supportano i diversi processi produttivi e decisionali interni;
2. Informativa: produce le informazioni necessarie a far conoscere l'organizzazione nel suo complesso, i suoi servizi sia esterni che interni;
3. Creativa: si attua al fine di realizzare occasioni di scambio e di dialogo sia verticale che orizzontale, dove il sapere si trasferisce (spesso dal basso verso l'alto) o si crea (spesso in modo informale);
4. Formativa: è l'attività formativa vera e propria attuata sia in contesti formativi specialistici sia sul luogo di lavoro.

## Le sponsorizzazioni
Le sponsorizzazioni derivano dalla storia dello sponsor che affonda le sue radici in un lontano passato, quando a Roma si sponsorizzavano i giochi dei gladiatori per ragioni politiche, ossia per guadagnare la stima e il favore del pubblico.
La parola sponsor indicava il garante, il mallevadore, significato che, in parte, è stato conservato dalla successiva rielaborazione semantica cui il vocabolo è stato sottoposto dalla lingua inglese che lo ha assorbito.
La sponsorizzazione è una forma particolare di attività pubblicitaria, nella quale il messaggio trasmesso si realizza nella divulgazione del segno distintivo dello sponsor.
La sponsorizzazione ha un ruolo molto importante all'interno della strategia di marketing dell'impresa poiché rappresenta una forma particolare penetrante e incisiva di comunicazione.
L'obiettivo di poter fruire di più spazio sui media comporta la percepita appetibilità della sponsorizzazione che in qualche modo si ha:
1. Dall'interesse destato dello sport o dall'evento;
2. Dallo spazio a esso riservato dai media;
3. Dalla possibilità, sia in termini di spazio fisico sia in termini di specificità (di immagine,di target) di ciascun spot di trasmettere il messaggio ricevuto.

Nel settore di intervento si hanno quattro tipologie di sponsorizzazione sono:
1. Sponsorizzazione sportiva;
2. Sponsorizzazione culturale;
3. Sponsorizzazione radiotelevisiva;
4. Sponsorizzazione sociale.

La sponsorizzazione sportiva è la più praticata nelle imprese perché in essa si hanno due motivazioni ben precise:
1. L'ampiezza dell'audience;
2. Il coinvolgimento del pubblico, grazie ai valori (cioè al dinamismo, alla forza, alla competizione, all'onestà e alla correttezza);

Il calcio è lo sport che più affascina gli sponsor che ne sono attratti e ripulsi in modo pressoché uguale.
La Formula Uno automobilistica condivide con il calcio la caratteristica di essere al centro dell'attenzione e di essere molto discussa come possibile settore di impegno.
L'interesse della pallacanestro è elevato (anche se non certo a livello del calcio), specie nei settori più giovanili – non necessariamente giovani – e dinamici della società.
Lo sci è il settore solitamente presidiato dalle sponsorizzazioni tecniche delle imprese di prodotti per lo sport: nel modo in cui devono essere effettuate riprese televisive (con pochi secondi per ogni atleta) e pone forti limiti all'utilizzo efficace dello strumento. 
Nel tennis si ha una forte preponderanza di sponsor tecnici e la concorrenza tra questi rende i costi straordinariamente elevati.
Il pugilato ha avuto recentemente un vero e proprio rilancio in chiave spettacolare e in funzione pressoché esclusiva della ripresa televisiva, cui si presta in modo particolare.
La sponsorizzazione culturale si suddivide in quattro punti:
1. Casi (peraltro rarissimi) di grandi imprese che producono cultura e ricusano assolutamente il ruolo di finanziatori;
2. Banche, servizi, imprese che hanno un impegno costante come sponsor culturali (di piccoli o grandi eventi);
3. Imprese o servizi che preferiscono notevoli impegni, pur se episodici (non riconoscono alla piccola iniziativa locale alcunché di prestigioso o vantaggioso a livello di immagine);
4. Imprese che sponsorizzano piccole e locali manifestazioni culturali.

La sponsorizzazione radiotelevisiva si sviluppa intorno agli anni Ottanta con la nascita delle televisioni commerciali. In Italia esistono prevalentemente due tipi di sponsorizzazioni:
1. La coproduzione del programma in cui l'azienda contribuisce finanziariamente alla produzione di uno spettacolo, ottenendo in cambio che tale collaborazione venga pubblicizzata;
2. Il programma costruito per lo sponsor in cui l'azienda interviene nella trasmissione da protagonista con i suoi prodotti e il suo marchio.

La sponsorizzazione sociale sono e imprese che si qualificano, nell'ambiente in cui operano, non più soltanto per la ricchezza che producono, ossia per il loro essere organismi economici, ma anche per l'attenzione che dimostrano nei confronti delle istanze della collettività.

## Il nome della marca
Primo punto di contatto tra l'impresa e il mercato. Qualsiasi oggetto che compone la nostra quotidianità è vestito di una serie di attributi intangibili che appartengono al mondo della marca.
Ed è grazie a queste componenti comunicazionali che il prodotto, o meglio, che la marca stabilisce un contatto con il consumatore.
Gli strumenti di comunicazione che, come una seconda pelle, rivestono il prodotto fungono cioè da maschera comunicativa, da amplificatore dei messaggi della marca altrimenti soffocati da una varietà enorme beni simili se non omologhi, sia quanto a benefici, che performance, che ha caratteristiche strutturali.
Cecilia Lury definisce la marca come un'interfaccia comunicativa tra produttori e consumatori.
Un'interfaccia nel senso di soglia tra l'organizzazione per così dire interna, la solidità, la materialità del prodotto (l'attività del produttori) e l'ambiente esterno (i consumatori) in cui agisce e a cui parla, a cui si presenta, in primis, attraverso il nome della marca e imballaggio.
In particolare se è vero che l'imballaggio conferisce lo statuto di merce al prodotto consentendogli di entrare nel mercato, è anche altrettanto vero che il nome della marca rappresenta il battesimo di un bene. Ne sancisce l'esistenza.
Il nome è infatti indispensabile per definire una qualsiasi entità e per sottolineare la rilevanza per noi. Nel senso che ciò che non nominiamo di fatto per noi non esiste. Del nulla è impossibile parlare. La scelta del nome è un atto di enorme importanza.
Il nome della marca non è solo uno strumento di narrazione intorno a un prodotto, non solo si parla del mondo possibile di cui questo fa parte, ma si fa anche contenitore in cui si raccoglie del lavoro semantico e narrativo che il sistema dei segni e le tradizioni narrative continuamente effettuano per costruire l'immagine del brand al di là delle funzioni e dei vantaggi di un prodotto.
Spesso nella nostra epoca, capita che dei nomi assolutamente privi di contenuto si vestano di un'incredibile varietà di significati che, in realtà sono gli strumenti del marketing a creare (per esempio la pubblicità) e siano gli stessi consumatori a sancire o a ridefinire nel loro relazionarsi al brand. Il nome del prodotto ha una doppia natura: verbale e visiva.
Il marchio può articolarsi in:
1. logotipo;
2. pittogramma;
3. diagramma;

Il logotipo è il segno grafico il cui referente è un'espressione fonologica come il marchio coca cola, Pirelli, McDonald's e così via. La sua visualizzazione avviene principalmente attraverso un carattere tipografico (preesistente o disegnato per l'occasione) che si afferma come un segno grafico alfabetico.
Il pittogramma è un segno iconico il cui referente è un oggetto o una classe di oggetti, un aspetto o un'azione che quegli oggetti possono esprimere. Il diagramma è un segno grafico non iconico o contraddistinto da un basso grado di iconicità.
Tra nome e marchio si stabilisce un dialogo, una comunicazione costante in cui l'uno arricchisce e colora l'altro in un intenso gioco cinestesico che espande i significati e il significante del nome, connotandolo in direzione di una dimensione allusivo/evocativa in cui gioca un ruolo attivo anche il lettore/consumatore, attraverso l'interpretazione-appropriazione soggettiva, personale del nome-marchio. Il significante si fa significato e viceversa.

## L'imballaggio
L'imballaggio è uno strumento per conservare e spostare i prodotti nel tempo e nello spazio.
Sempre più si affermano esigenze legate ai lunghi trasporti, alla protezione, all'esposizione nel luogo di vendita e, ovviamente, all'acquisto.
l'imballaggio, in tutti i casi, diventa essenziale per l'esistenza di un prodotto nel circuito del commercio.
La storia del packaging si intreccia a quella dell'origine di importanti marche.
Si pensi, a quando, nel 1820, Jules Maggi commercializza farine di piselli, fagioli e così via per preparare minestre e cremeao al farmacista Henry Nestlè cui si deve la farina lattea in scatola o ancora a Justes Liebig inventore dell'<extractum carnis> (L'estratto di carne Liebig) confezionato in vaso, con capsula, etichetta e la sua firma in inchiostro azzurro, che diventa emblema del prodotto.
Gli esempi di prodotti che hanno finito con il rappresentare un'intera classe merceologica sono numerosi: ricordiamo ancora Heinz Tomato Ketchup e la pasta Barilla.
La storia del packaging è anche una storia di tecnologia. Meglio sarebbe dire che è una storia complessa, nel senso che vede coinvolti molteplici attori.
La storia del packaging ha a che fare con i processi evolutivi riferiti ai materiali, alle tecnologie di stampa e di confezionamento, all'evoluzione dei linguaggi e dell'universo dei segni, al sistema produttivo, al sistema distributivo, appartenenti a mondi distinti, tra cui il materiale.
La storia del packaging è storia dell'impresa in cui si distinguono quattro grandi fasi o orientamenti. L'orientamento al prodotto, alla vendita, al marketing e al consumatore.
Fasi che segnano il passaggio degli imballaggi da semplice strumento di cura e protezione del prodotto ad attore massmediale.
La prima fase, caratterizzata, appunto, dall'orientamento alla produzione (1920-1930) si inserisce in un'economia della scarsità: la cosa più importante è cioè la fabbrica e la produzione di beni.
In questa fase, che potremmo chiamare di orientamento al prodotto, la confezione, l'imballaggio, così come era chiamata, svolge soprattutto funzioni di:
1. contenimento;
2. conservazione;
3. cura;
4. trasporto;
5. impilabilità (logistica).

I termini imballaggio (come sottolinea Valeria Bucchetti questo vocabolo rimanda agli aspetti funzionali, mentre packaging fa riferimento, letteralmente, alla <faccia del prodotto> ossia alla superficie <significante, persuasiva>) o scatola o confezione sono vocaboli <vecchi> che, in qualche modo, rimandano alla prima (e dominante in questo periodo) funzione dell'imballaggio, quella per così dire ontologica, di contenimento, di protezione, di trattenimento dalla dispersione di alcuni tipi di prodotto.
L'orientamento al prodotto si arresta con la crisi nel 1929, una crisi di sovrapproduzione per cui è l'offerta a superare la domanda.
La soddisfazione del cliente è una variabile di nessuna considerazione.
In questa fase l'obiettivo è tutto rivolto al breve termine. Prelevale la funzione persuasiva.
l'imballaggio deve:
1. catturare l’attenzione;
2. colpire il consumatore;
3. gridare il nome del prodotto.

l'imballaggio da strumento di protezione si trasforma in strumento d'uso. Assumono cioè un'importanza sempre crescente le <procedure e le sequenze di manipolazione>.
Agli inizi degli anni Cinquanta si afferma l'orientamento al mercato. Si fa strada cioè la consapevolezza che per conquistare il consumatore ci si deve avvalere di tutte le leve del marketing dalla pubblicità, alle relazioni pubbliche, alle sponsorizzazioni, all'imballaggio.
In questo periodo l'imballaggio si trasforma in testo. Il suo compito è di:
1. raccontare una storia;
2. enfatizzare il posizionamento del prodotto;
3. narrare la marca.

L'imballaggio è quindi davvero sempre più metonimia del <senso> dell'impresa di cui rappresenta l'identità, tramite cui, inoltre, è possibile <leggere> il posizionamento del prodotto.
Le aziende dovrebbero quindi preoccuparsi di sottrarre l'imballaggio alla casualità per focalizzare invece la loro l'attenzione sulla sua efficacia che fa riferimento a tre aspetti fondamentali, tre istanze diverse e complementari:
1. funzionali;
2. simboliche;
3. estetiche.

Si diffonde la consapevolezza che acquisto e consumo rappresentano due momenti di un processo più ampio e complesso esteso a tutta la filiera sociale e ambientale della produzione.
Il consumatore postmoderno è, di fatto, un <consumatore critico>, attento all'impatto sociale e ambientale della produzione.
L'azienda deve far proprio questo impegno di rispetto all'ambiente poiché ne va della sua reputazione e quindi della sua capacità di vendere.

## Il museo aziendale
Il museo aziendale è il luogo in cui si materializza l'identità dell'azienda, in cui diventa tangibile la memoria dell'impresa: al museo aziendale il compito di conservare e diffondere il patrimonio di tecnica e di arte, di rimettere in circolo la memoria storica del fare.